# Biologia educacional
A Biologia Educacional ou Biologia da Aprendizagem é uma disciplina que trata sobre os fatores biológicos que podem interferir na Educação, como a hereditariedade e a genética, e tem como objetivo: servir de base para o professor entender como se dá o desenvolvimento físico, motor e mental da criança, para fazer das diversas fases do desenvolvimento, aliadas para sua atuação. Esta disciplina complementa e é complementada pela Neurobiologia e Psicologia educacional. Os casos de déficit de aprendizagem são normalmente causados por fatores ambientais, que vão desde o nascimento prematuro, até a desnutrição.  Um exemplo de fatores biológicos que interfere na educação são os alunos com necessidades especiais causadas por motivos hereditários ou por patologias genéticas.
A Biologia educacional  busca entender os fundamentos biológicos da educação, as bases biológicas do crescimento e desenvolvimento humano, a interação da biologia no processo educativo. a dimensão neurobiológica na compreensão do processo ensino aprendizagem e desenvolvimento da inteligência.
A Biologia Educacional tem também como objetivo, servir de base para o professor entender como se dá o desenvolvimento físico, motor e mental da criança, para fazer das diversas fases do desenvolvimento, aliadas para sua atuação. Esta disciplina prepara professores para tratar tanto de assuntos como higiene do aluno e do ambiente escolar, e da identificação e prevenção de doenças típicas dos primeiros anos da criança, como o sarampo, a caxumba, a catapora, pediculose e as doenças causadas pelos vermes, quanto a assuntos da adolescência, um período de transformações, como a sexualidade, a AIDS e as DSTs e as drogas, inclusive na prevenção. Alguns cursos de graduação ainda vão além, fazendo também uma exposição a respeito da fase adulta e da 3ª idade, visto que é crescente o número de pessoas nessas fases que tem o primeiro contato com a escola, ou mesmo que retomam os estudos. 